# Peddelsnuitdraakvis
De peddelsnuitdraakvis (Rhinochimaera africana) is een vis uit de familie langneusdraakvissen (Rhinochimaeridae). De soort komt voor in de Indische Oceaan en Grote Oceaan op diepten tussen de 500-1500 m.
De soort kan een maximale lengte bereiken van 150 cm.